# Georges-Pierre Dubois
Georges-Pierre Dubois (geb. 6. Februar 1911 in Le Locle; gest. 7. Januar 1983 in Zürich) war ein Schweizer Architekt, der für seine Industriebauten und für Architektur des Brutalismus bekannt wurde. Zusammen mit Jakob Eschenmoser führte er von 1941 bis 1953 ein gemeinsames Büro, das vor allem für den Lastkraftwagenhersteller Saurer in Arbon baute.

## Ausbildung und Berufstätigkeit
Nach dem Studium an der ETH Zürich bei William Dunkel und Otto R. Salvisberg, das er 1936 mit Diplom abschloss, unternahm er 1936 bis 1937 zunächst eine ausgedehnte Studienreise nach Griechenland und die Türkei. Anschliessend arbeitete er bis 1940 im Büro von Le Corbusier. Nach seiner Rückkehr in die Schweiz arbeitete er kurz bei Salvisberg. Nach dessen plötzlichem Tod Ende 1940 tat sich Dubois mit Jakob Eschenmoser zusammen, den er dort kennengelernt hatte, und machte sich selbständig. Einen Auftrag einer Villa bei Lausanne führte Dubois noch zusammen mit einem alteingesessenen Westschweizer Büro aus. Erste grössere Aufträge erhielten Dubois und Eschenmoser von Dubois’ Bruder Albert, der damals Generaldirektor bei Saurer war. Der damals stark wachsende Maschinenbaubetrieb, der in den 1950er Jahren zu einem der grössten Arbeitgeber der Ostschweiz wurde, beauftragte das Büro z. B. mit der Planung seines Bürogebäudes, einer Auto-Reparaturwerkstätte und einer Kantine.
Für die Saurer AG errichtete das Büro Dubois und Eschenmoser Ende der 1950er Jahre eine Unité d’Habitation im Sinne Le Corbusiers und ein Jahrzehnt darauf zwei weitere Einheiten in Zürich-Affoltern.
Mitte der 1940er Jahre baute das Büro ebenfalls im Thurgau eine Obstverwertungsfabrik. In den 1960er Jahren kamen weitere Industriebauten hinzu: Die Uhrenfabrik der Portescap, ein Sichtbetonbau des Brutalismus und Anlagen für die Cardinal-Brauerei in Freiburg.

## Werke (Auswahl)
- Villa, Prilly 1941 (mit Perrelet und Stalé, Lausanne)
- Villa Täuber-Boveri, Baden, 1958
- Brauerei Cardinal, Freiburg 1962–65
- Villa Dominik von Streng, Hitzligen, Mauensee, 1963–64
- Fabrikgebäude Portescap, La Chaux-de-Fonds 1963
- Schlossumbau, Mauensee 1960
- Villa Wenger, Saint-Rémy-la-Rame 1970
- Wohnsiedlung Unteraffoltern II,  Unteraffoltern 1970

Dubois und Eschenmoser
- Bürogebäude, Saurer AG, Arbon 1942–43
- Obstverwertungsanlage, Unipektin, Eschenz 1944–45
- Kantine, Saurer AG, Arbon 1945
- Heizungszentrale, Saurer AG, Arbon 1945
- Reparaturwerkstätte, Saurer AG, Arbon 1946–47
- Villa Keller, Küsnacht 1952
- Wohngebäude, Saurer AG, Arbon 1959–60

## Belege
1. ↑  N.N.: Wohnhaus in Prilly bei Lausanne. In: Schweizerische Bauzeitung. Band 126, Nr. 13, 1945, S. 146–148, doi:10.5169/seals-83732.
2. ↑  Max Eichenberger: Le Corbusiers Spuren in Arbon. In: Tagblatt Online. St.Galler Tagblatt AG, 2. Februar 2010, abgerufen am 22. Mai 2014.
3. ↑  N.N.: Bureaugebäude der A.-G. Adolph Saurer, Arbon: Architekten S.I.A. G.P. Dubois & J. Eschenmoser, Zürich. In: Schweizerische Bauzeitung. Band 124, Nr. 1, 1944, S. 1, doi:10.5169/seals-53975.
4. ↑  N.N.: Neubauten der Aktiengesellschaft Adolph Saurer, Arbon. In: Schweizerische Bauzeitung. Band 66, Nr. 26, 1948, S. 363–367, doi:10.5169/seals-56747.
5. ↑  N.N.: Wohnhochhaus in Arbon. In: Bauen + Wohnen. Band 17, Nr. 3, 1963, S. 110–113, doi:10.5169/seals-331570.
6. ↑  N.N.: Wohnüberbauung Unter-Affoltern, Zürich. In: Bauen + Wohnen. Band 26, Nr. 9, 1972, S. 414–416, doi:10.5169/seals-334455.
7. ↑  N.N.: Obstverwertungs-Anlage der Unipektin A.-G. in Eschenz. In: Schweizerische Bauzeitung. Band 127, Nr. 5, 1946, S. 54–59, doi:10.5169/seals-83791.
8. ↑  N.N.: Portescap-Fabrik in La-Chaux-de-Fonds. In: Werk. Band 55, Nr. 3, 1948, S. o. S. (online).

| Personendaten    | Personendaten          |
| ---------------- | ---------------------- |
| NAME             | Dubois, Georges-Pierre |
| KURZBESCHREIBUNG | Schweizer Architekt    |
| GEBURTSDATUM     | 6. Februar 1911        |
| GEBURTSORT       | Le Locle               |
| STERBEDATUM      | 7. Januar 1983         |
| STERBEORT        | Zürich                 |